# Weißkeißel
Weißkeißel (górnołuż. i pol. Wuskidź) – gmina w Niemczech, w kraju związkowym Saksonia, w okręgu administracyjnym Drezno, w powiecie Görlitz, wchodzi w skład wspólnoty administracyjnej Verwaltungsgemeinschaft Weißwasser/O.L.
Leży w obrębie Górnych Łużyc, a w latach 1815–1945 stanowiła także część Dolnego Śląska.

## Historia
Najstarsza znana wzmianka o miejscowości pochodzi z 1452. W czasie wojny trzydziestoletniej w 1631 we wsi się zatrzymały wojska cesarskie i doszło do pożaru. Do 1635 w granicach Czech, następnie na mocy pokoju praskiego przeszła pod panowanie Saksonii, znajdując się w efekcie w latach 1697–1763 we władaniu królów Polski Augusta II Mocnego i Augusta III Sasa, by po kongresie wiedeńskim w 1815 zostać włączoną do Prus i w 1871 do Niemiec.
Administracyjnie od 1815 do 1945 należała do rejencji legnickiej prowincji Śląsk i Dolny Śląsk. Około 1880 wieś zamieszkiwało 755 osób, w tym 739 Serbów łużyckich.
U schyłku II wojny światowej, na początku 1945, miejscowa ludność uciekła przez zbliżającym się frontem wschodnim. W kwietniu 1945 wkroczyli Sowieci, spłonęło wiele domów.